# Barcs
Barcs là một thành phố thuộc hạt Somogy, Hungary. Thành phố này có diện tích 122,9 km², dân số năm 2010 là 11584 người, mật độ 94 người/km².